# Santi Giovanni e Paolo, Venedig
Santi Giovanni e Paolo (kallad San Zanipolo) är en basilika i stadsdelen Castello i Venedig, invigdes den 12 november 1430 av biskopen i Cereda, Antonio Corrario. Giovanni och Paolo syftar på Johannes och Paulus, vilka led martyrdöden under kejsar Julianus Apostata.
Dogen av Venedig, Jacopo Tiepolo, hade en uppenbarelse i vilken Herren talade till honom och pekade ut platsen för en ny kyrka för Venedigs domenikanermunkar istället för kyrkan San Martino där de funnits sedan 1226. I juni 1234 formulerade den venetianska staten donationspapper för kyrkan. (Samma år den 3 juni kanoniserades Dominicus). Byggnationen startade under 1300-talet, men tog lång tid, bland annat på grund av alla de pestepidemier som drabbade Venedig under detta århundrade, och kyrkan konsekrerades först 1430.
25 doger vilar i kyrkan där det också finns målningar av Paolo Veronese och en altartavla från 1465 av Giovanni Bellini.